# Léon VI (pape)
 (février 2023).
Pour les articles homonymes, voir Léon VI.
Léon VI, né à Rome et mort en janvier 929 à Rome, est le 123e pape de l'Église catholique de la mi-juin 928 à janvier 929, donc pendant un peu moins de sept mois.

## Biographie
Léon VI naquit à Rome de la famille des Sanguigna.
Il fut choisi selon la volonté de Marozie Ire, fille de Théodora Ire, souveraine temporelle de Rome qui s'était proclamée senatrix et patricia.
Homme honnête, le pape Léon VI, s'efforça durant son bref pontificat de mettre fin aux discordes qui troublaient Rome.
Il combattit victorieusement les Sarrasins et les Hongrois. Il écrivit une lettre encyclique aux évêques de Dalmatie pour les rappeler à l'obéissance envers leur primat, Jean, archevêque de Split. Il mourut en janvier 929 et fut enterré à Saint-Pierre, dans les grottes vaticanes.